# A XIX-a Dinastie Egipteană
A XIX-a Dinastie Egipteană a fost una dintre perioadele Noului Regat Egiptean. A fost întemeiată de către vizirul Ramses I, când Faraonul Horemheb l-a numit ca succesor al său la tron. Această dinastie este cel mai bine cunoscută pentru cuceririle sale militare în Palestina, Liban, și Siria.
Primii regi războinici ai dinastiei a XVIII-a au întâmpinat doar o mică rezistență din partea regatelor vecine, permițându-le să-și extindă hotarele statului egiptean. Situația s-a schimbat radical spre sfârșitul dinastiei a XVIII-a. Hitiții și-au extins treptat influența lor în Siria și Palestina amenințând să devină o mare putere în politica internațională, o putere de care atât Seti I cât și fiul său Ramses al II-lea au trebuit să se ocupe.

## Lista faraonilor
- Ramses I, 1298 - 1296 î.Hr.
- Seti I, 1296 - 1279 î.Hr.
- Ramses al II-lea, 1279 - 1212 î.Hr.
- Merneptah, 1212 - 1201 î.Hr.
- Seti II, 1201 - 1195 î.Hr.
- Amenmesse, 1200 - 1196 î.Hr.
- Siptah, 1195 - 1189 î.Hr.
- Regina Twosret, 1189 - 1187 î.Hr.

## Seti I
Seti I a reocupat garnizoanele și orașele aflate in teritoriul Siriei și a readus Damascul sub control egiptean. De asemenea, el a încheiat o reconciliere cu regele hitit care a devenit intre timp conducătorul unuia dintre cele mai puternice popoare din acea zona. Seti, împreună cu urmașul său, Ramses al II-lea, au luptat în bătălia de la Kadesh

## Ramses al II-lea
La 14 ani Ramses al II-lea a fost numit Prinț Regent de către tatăl său Seti I. Ca Prinț Regent a condus expediții în sud în Nubia, comemorate în inscripțiile de la Beit el-Wali și Gerf Hussein. În timpul domniei sale de 66 de ani și 2 luni a condus câteva campanii militare în nord, în estul Mării Mediteraneene, pe actual amplasament al Israelului, Libanului și Siriei.